# Lista de rochas em Marte
Esta é uma lista de rochas nomeadas em Marte em ordem alfabética por missão.
Os nomes atribuídos a rochas em Marte são em grande parte designações não oficiais utilizadas para propósitos de discussão, tendo em vista que o sistema de nomenclatura marciano da União Astronômica Internacional estabelece que objetos menores que 100 m não devem receber nomes oficiais. Devido a isso algumas das rochas menos significantes mostradas nas fotografias enviadas de Marte foram nomeadas mais de uma vez, e outras tiveram seus nomes modificados posteriormente devido a conflitos ou mesmo questões de opinião.

## Programa Viking
- Big Joe
- Bonneville
- Delta Rock
- Midas Muffler
- Mr. Badger
- Mr. Moley
- Mr. Rat
- Mr. Toad
- Patch Rock

## Mars Pathfinder
- Anthill
- Auto
- Baby Otter
- Bama
- Bambam
- Barnacle Bill
- Barsoom
- Basket
- Bebob
- Blackhawk
- Bosco
- Book Shelf
- Booboo
- Boyle
- Brak
- Brick
- Broken Wall
- Bug
- Bullwinkle
- Bunky
- Cabbage Patch
- Calvin
- Cardiac Hill
- Casper
- Chimp
- Clumk
- Contour
- Couch
- Cradle
- Darth Vader
- Desert Princess
- Dilbert
- Dilbert's Boss
- Dogbert
- Dragon
- Duck
- Ender
- Elvis
- Flat Top
- Flipper
- Flute Top
- Frog
- Froggy
- Garfield
- Garibaldi
- Garrak
- Geordi
- Ginger
- Goldilocks
- Goose
- Gosling
- Grandma
- Grizzly
- Grommit
- Gumby
- Half Dome
- Hamster
- Hassock
- Hardstop
- Hedgehog
- Hero
- Hippo
- Hobbs
- Homer
- Hoppy
- Iggie
- Iguana
- Indiana Jones
- Jailhouse
- Janeway
- Jazzy
- Jedi
- Jimmy Cricket
- Kitten
- Lamb
- Landon
- Little Flat Top
- Longhorn
- Lookout
- Lozenge
- Lumpy
- Lunchbox
- Mafalda
- Marvin the Martian
- Mesa
- Mini Matterhorn
- Mint Julep
- Moe
- Mohawk
- Mouse
- Mr. Mole
- Nibbles
- Nigel
- Obelisk
- Otter
- Pancake
- Paz
- Penguin
- Picnic
- Piglet
- Pinky
- Pinocchio
- Piper
- Platypus
- Pokey
- Poohbear
- Poptart
- Potato
- Pumpkin
- Pyramid
- Pyramid Point
- Ratbert
- Ren
- Rocky
- Rolling Stone
- Rye Bread
- Sandworm
- Sardine
- Sassafras
- Seawolf
- Scooby Doo
- Scout
- Shaggy
- Shark
- Simba
- Sisyphus
- Smidgen
- Snoopy
- Snowy
- Snukums
- Soufle
- Squash
- Squeeze
- Space Ghost
- Spock
- Spud
- Stack
- Stimpy
- Stripe
- Stump
- Sulu
- T. Rex
- The Dice
- Tick
- Tigger
- Titus
- Trooper
- Troll
- Torres
- Turtle
- Tweak
- Valentine
- Warthog
- Wedge
- Woodie
- Yogi Rock
- Zaphod
- Zorak
- Zucchini

## Mars Exploration RoverSpirit
- Aboa
- Adirondack
- Allan Hills
- Arctowski
- Belgrand
- Bread-Basket
- Casey Station
- Castilla
- ChanCheng
- Cheyenne
- Clovis
- Coba
- Cobra Hoods
- Concordia
- Davis
- Druzhnaya
- Ebenezer
- El Dorado
- Esperanza
- Faget (formação geológica)
- Ferraz
- Garruchaga
- Gueslega
- Halley
- Home Plate (formação geológica)
- Humphrey
- Juan Carlos
- Jubany
- King George Island
- Kohnen
- Korolev
- Macquarie
- Magic Carpet
- Marambio
- Mazatzal
- Melchior
- Mimi
- Molodezhnaya
- Montalva
- Oberth (formação geológica)
- O Higgens
- Orcadas
- Pot of Gold
- Prat
- Primero
- Riquelme
- San Martin
- Sashimi
- Scott Base
- Sejong
- Signy
- Sobral
- Stone Council
- Sushi
- Tetl
- Tor
- Tyrone
- Vernadsky
- Vostok
- Wasa
- White Boat
- Wishstone
- Zhong Shan

## Mars Exploration RoverOpportunity
- Berry Bowl
- Baltra
- Block Island (siderito)
- Bounce Rock
- Bylot
- Carousel
- Chapeco
- Cheyenne
- Chocolate Hills
- Cookies N Cream
- Diamond Jenness
- Earhart
- El Capitan
- Edmund
- Ellesmere
- Escher
- Flatrock
- Florianopolis
- Guadalupe
- Heat Shield Rock  (siderito)
- Igreja
- Ice Cream
- Joacaba
- Joseph McCoy
- Kalavrita
- Kettlestone
- Lamination
- Last Chance
- Lion Stone
- Mackinac  (siderito)
- Marquette Island
- McKittrick
- The Outcrop
- Palemop
- Pilbara
- Puffin
- Pyrrho
- Razorback
- Santa Catarina
- Sarah
- Shark Pellets
- Shark's Tooth
- Shelter Island  (siderito)
- Shoemaker
- Slick Rock
- Snout
- SpongeBob SquarePants
- Steffers
- Stone Mountain
- Tennessee
- Tipuna
- Tubarao
- Videira
- Wave Ripple
- Wopmay
- Xanxer
- Yuri

As rochas marcianas muitas vezes recebem o nome de astronautas ou filhos/membros familiares de empregados da NASA. O nome "Jazzy" foi dado em referência a uma garota chamada Jazzy que cresceu em Grand Junction, CO, Estados Unidos. Seu pai trabalhou para a NASA e contribuiu para a descoberta e nomeação das rochas. 